# Jeongseon-eup
Jeongseon-eup (koreanska: 정선읍) är en köping i Sydkorea. Den är centralort i kommunen Jeongseon-gun i provinsen Gangwon, i den nordöstra delen av landet, 170 km öster om huvudstaden Seoul.